# Antal Imre (műsorvezető)
Antal Imre (Hódmezővásárhely, 1935. július 31. – Budapest, 2008. április 15.) Erkel Ferenc-díjas magyar zongoraművész, televíziós személyiség, színész, humorista, érdemes művész, a Magyar Televízió örökös tagja. Zongoristaként – mint az Országos Filharmónia szólistája – a világ minden szegletében fellépett. Számos nemzetközi versenyt megnyert, 1966-ban pedig a budapesti Liszt Ferenc-verseny II. helyezettje lett (a zsűri az I. díjat nem adta ki). Országos ismertséget azonban a televíziós pálya hozott számára. Első nagy sikerét a Halló fiúk, halló lányok! műsorvezetőjeként aratta. Ezt követően a szilveszteri műsorok, Ki mit tud?-ok, Röpülj pávák és az – MTV égisze alatt megrendezett – Nemzetközi Karmesterversenyek állandó konferansziéja, illetve az évtizedeken át futó, rendkívül népszerű Szeszélyes évszakok emblematikus műsorvezetője lett. Több filmszerepet is játszott – legjelentősebb alakítása Dániel Ede a Bors című sorozatban.

## Élete
Pedagógus szülei – Antal Imre állami tanító és Faragó Erzsébet óvónő – orvosnak szánták, de zongoratanárnője tanácsára más irányt vett az élete. 1947-ben a szegedi konzervatórium igazgatója, Kollár Pál felvette az intézménybe, ahol 1951-ben végzett. A család ezután Budapestre költözött, hogy fiuk a Nagymező utcai Zenei Gimnáziumban tanulhasson. (Ötvenéves érettségi találkozóját akkori törzshelyén, a Fészek Klubban tartotta.) A szakiskola után 1954 és 1959 között a Zeneakadémián folytatta tanulmányait Antal Istvánnál és Hernádi Lajosnál, majd az Országos Filharmónia szólistája lett. Mivel diplomamunkájához oktatási gyakorlat is kellett, tanítványt vett maga mellé, az akkor nyolcéves Presser Gábort. Antal Imre arról is ismert volt, hogy hét nyelven beszélt tökéletesen.
Antal Imre szenvedélyesen dohányzott és az italt sem vetette meg. Családja nem volt. Édesanyjával élt, akinek halála után élete lejtőre került: magányosan, elhagyatottan, egyre betegebben tengette napjait. Elesettségében többen próbálták támogatni, kevés sikerrel. Végül régi barátja, Jenei József segített rajta azzal, hogy szentendrei házába fogadta.

## Karrierje
A Zeneművészeti Főiskolán 1959-ben végzett, majd zongoristaként beutazta a világot. 1966-ban második helyezést ért el a budapesti Liszt–Bartók Zongoraversenyen (a zsűri az I. díjat nem adta ki). Jobb kezének hirtelen fellépő ízületi gyulladása miatt azonban ezt a pályát nem folytathatta, s a hetvenes évek elején egzisztenciális válságba jutott. Ezután jelentős váltás következett: a Magyar Televízióhoz került. Első műsora egy „házaspárbaj” volt, melynek hatalmas sikere nyomán rábízták a Halló fiúk, halló lányok! című nemzetközi ifjúsági vetélkedő vezetését. Hosszú ideig Vitray Tamással közösen vezették a szilveszteri műsorokat. 1981-ben indult a magyar televíziózás egyik legnépszerűbb sorozata, a Szeszélyes évszakok, amelyet eleinte Kudlik Júliával közösen vezetett.
Rajongásig szeretett édesanyjával élt együtt, akinek 1988-ban bekövetkezett halála rendkívül megviselte, s a traumát soha nem tudta feldolgozni: élete megroppant, testi-lelki állapota egyre rosszabbá vált, krónikus ízületi fájdalmain túl egyéb betegségek is gyötörni kezdték, trombózist kapott, orra deformálódott. (A rhinophyma nevű betegségben szenvedett.) A Szeszélyes évszakok gyártója, a Szféra TV sietett a művész segítségére: speciális műtéttel – melyet részben külföldön végeztek el – új orrot kapott, ami átmenetileg visszaadta életkedvét. Ekkor azonban az MTV hirtelen levette műsoráról legnépszerűbb produkcióját, és Antal munka nélkül maradt. Jó barátja, élettársa, Jenei József karolta fel, szentendrei házába fogadva és ápolva a humoristát, akinek erős kötődése volt a városhoz és környékéhez, hiszen évtizedeken át itt volt nyaralója.
2006 őszén, miután sikeresen zárultak az RTL Klub és a Szféra TV tárgyalásai, Antal Imre ismét kamerák elé állhatott a Szeszélyessel, ám öt adás leforgatása után, betegségére hivatkozva visszavonult a műsor vezetésétől. Végbéldaganatot diagnosztizáltak nála. 2008-ban a műsort végleg befejezték, s a 28 éven át tartó Szeszélyes évszakok ezzel megszűnt.

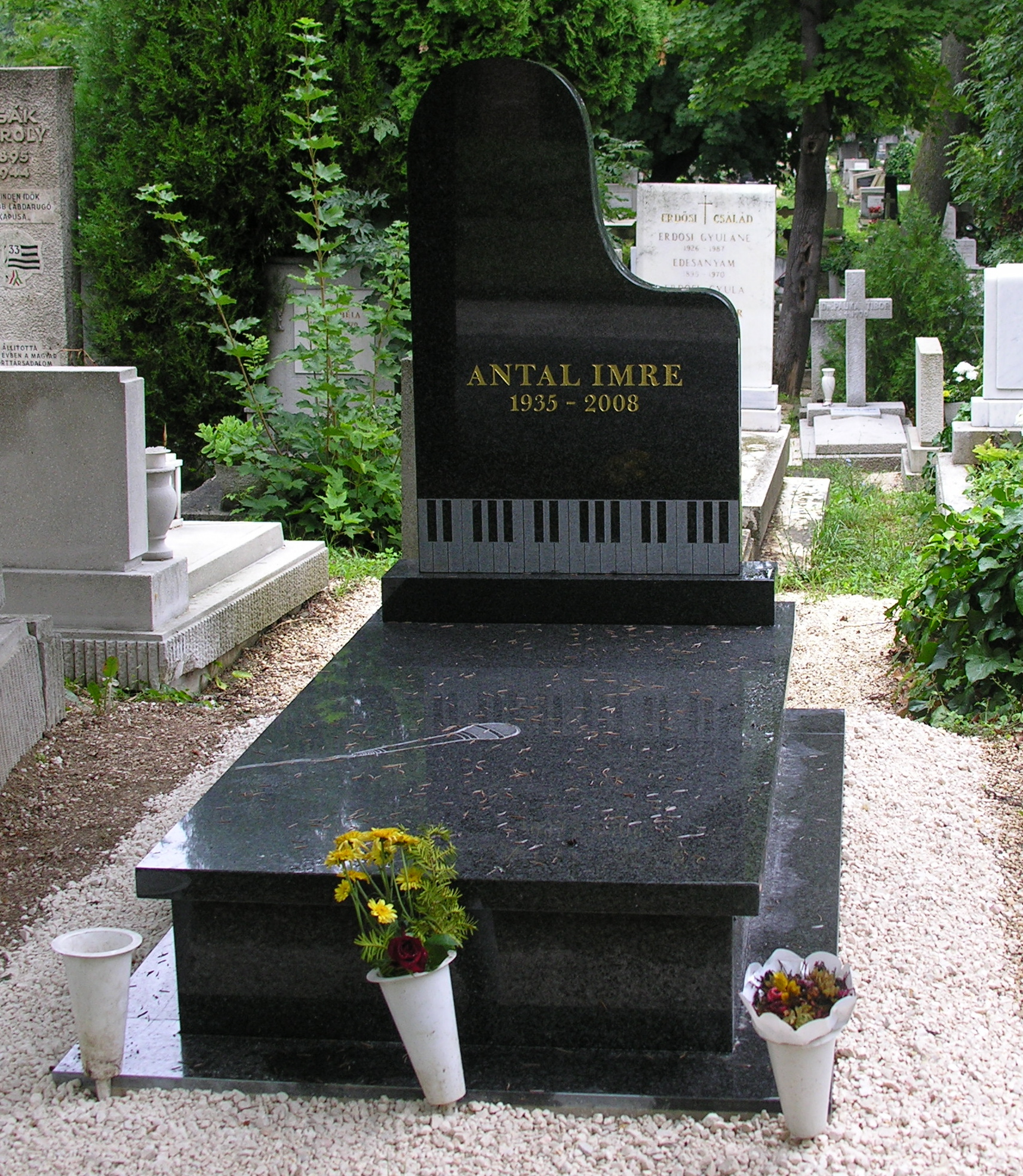
Antal Imre sírja (Farkasréti temető, 10/1-1-38)

Antal Imrét élete végén daganatos betegséggel két hónapon át a Hospice alapítvány kórházában kezelték. Elhunyta estéjén az MTV és az RTL Klub is emlékműsort sugárzott róla – a művészt mindkét csatorna saját halottjának tekintette. 2008. április 26-án kísérték utolsó útjára a Farkasréti temetőben. Végakaratát, mely szerint halála után édesanyjának féltve őrzött hamvait is temessék mellé, barátja, Jenei József teljesítette. (Imádott édesanyja hamvait a művész a Damjanich utcai lakásában őrizte, megfogadva, hogy ha egyszer ő is elmegy, a sírban újra együtt lesznek.)

## Díjai
- Aranykoszorús KISZ-jelvény (1962)
- Liszt–Bartók-zongoraverseny, II. helyezés (1966)
- SZOT-díj (1967)
- Szocialista Kultúráért (1973)
- Busoni-verseny, Bolzano, II. helyezés
- VIT-díj (Bécs, 1959; Helsinki, 1962)
- Erkel Ferenc-díj (1984)
- Érdemes művész (1988)
- Erzsébet-díj (1992)
- A Magyar Köztársasági Érdemrend tisztikeresztje (1999)
- Erzsébetváros díszpolgára (1999)
- Budapestért díj (2003)
- A Magyar Televízió örökös tagja (2004)

## Könyvek, lemezek
1991-ben jelent meg Pami című önéletrajzi kötete, amelyben legérdekesebb élményeit gyűjtötte össze (Pami volt Imruska családi beceneve, de csak édesanyja szólíthatta így); a kötetet 2002-ben újra kiadták. 1998-ban az Antal Imre legjobb viccei című könyve látott napvilágot. Nagylemezt is kiadott Az Antal én vagyok címmel 1991-ben, az MC Papa és a Handa Banda formációval pedig 1999-ben megjelentette a No limit című rap-albumot. Ő olvas fel a Hamupipőke és más különleges mesék címmel 2007-ben kiadott mese-CD-n.
- Pami. Emlékek, élmények, kalandok; Garabonciás, Bp., 1991
- Hát azt hallotta már...? Antal Imre legjobb viccei; Pi Book-Manager Iroda, Bp., 1997
- Pami. Emlékek, élmények, kalandok; 2. bőv. kiad.; EPS Trade Kft., Bp., 2000
- Özönvicc! A szívderítő Antal Imre; Holnap, Bp., 2005

## Filmjei
| - Szevasz, Vera! (1967) - Ezek a fiatalok (1967) - A Hamis Izabella (1968) - The Fixer (1968) - A nagy kék jelzés (1969) - Szemüvegesek (1969) - N.N., a halál angyala (1970) - Tíz év múlva (1978) - Kojak Budapesten (1980) - Circus maximus (1980) - Ripacsok (1981) - Érzékeny búcsú a fejedelemtől (1987) - Jó estét, Wallenberg úr! (1990) - Ördög vigye (1992) - Csajok (1996) - A titkos hely (2002) - Szűzijáték (2006) | - Bors (1968) - Robog az úthenger 1–6. (1976) - Második otthonunk: az áruház (1977) - Második otthonunk: az SZTK (1977) - Második otthonunk: a munkahely (1978) - Földünk és vidéke (1978) - Csoport és közösség (1982) - A Lusitania elsüllyesztése (1985) - Strauss: A denevér (1988) - A templomos lovagok kincse (1992) - Zene nélkül mit érek én? (1997) |

## Származása
| Antal Imre (Hódmezővásárhely, 1935. júl. 31.– Budapest, 2008. ápr. 15.) televíziós személyiség, zongoraművész | Apja: Antal Imre (Hódmezővásárhely, 1909. jún. 7.– Budapest, 1974. júl. 19.) állami iskolai tanító | Apai nagyapja: Antal László (Szentes, 1870. jún. 11.– ?) asztalos, kereskedő                              | Apai nagyapai dédapja: Antal János (Szentes, 1818. aug. 28.– Hódmezővásárhely, 1892. jún. 8.) asztalos |
| Antal Imre (Hódmezővásárhely, 1935. júl. 31.– Budapest, 2008. ápr. 15.) televíziós személyiség, zongoraművész | Apja: Antal Imre (Hódmezővásárhely, 1909. jún. 7.– Budapest, 1974. júl. 19.) állami iskolai tanító | Apai nagyapja: Antal László (Szentes, 1870. jún. 11.– ?) asztalos, kereskedő                              | Apai nagyapai dédanyja: Ágoston Jozefa (Szegvár, 1835. márc. 17.– Hódmezővásárhely, 1905. szept. 10.)  |
| Antal Imre (Hódmezővásárhely, 1935. júl. 31.– Budapest, 2008. ápr. 15.) televíziós személyiség, zongoraművész | Apja: Antal Imre (Hódmezővásárhely, 1909. jún. 7.– Budapest, 1974. júl. 19.) állami iskolai tanító | Apai nagyanyja: Nagygyörgy Rozália (Hódmezővásárhely, 1873. szept. 25.– ?)                                | Apai nagyanyai dédapja: Nagygyörgy Mihály kovács                                                       |
| Antal Imre (Hódmezővásárhely, 1935. júl. 31.– Budapest, 2008. ápr. 15.) televíziós személyiség, zongoraművész | Apja: Antal Imre (Hódmezővásárhely, 1909. jún. 7.– Budapest, 1974. júl. 19.) állami iskolai tanító | Apai nagyanyja: Nagygyörgy Rozália (Hódmezővásárhely, 1873. szept. 25.– ?)                                | Apai nagyanyai dédanyja: Varga Juliána                                                                 |
| Antal Imre (Hódmezővásárhely, 1935. júl. 31.– Budapest, 2008. ápr. 15.) televíziós személyiség, zongoraművész | Anyja: Faragó Erzsébet (Hódmezővásárhely, 1908. aug. 20.– Budapest, 1988. aug. 20.)                | Anyai nagyapja: Faragó Sándor (Hódmezővásárhely, 1862. febr. 14.– Hódmezővásárhely, 1940. jan. 8.) tanító | Anyai nagyapai dédapja: Faragó Sándor (1831 körül– ?) ács, molnár                                      |
| Antal Imre (Hódmezővásárhely, 1935. júl. 31.– Budapest, 2008. ápr. 15.) televíziós személyiség, zongoraművész | Anyja: Faragó Erzsébet (Hódmezővásárhely, 1908. aug. 20.– Budapest, 1988. aug. 20.)                | Anyai nagyapja: Faragó Sándor (Hódmezővásárhely, 1862. febr. 14.– Hódmezővásárhely, 1940. jan. 8.) tanító | Anyai nagyapai dédanyja: Gál Juliánna (1841 körül– ?)                                                  |
| Antal Imre (Hódmezővásárhely, 1935. júl. 31.– Budapest, 2008. ápr. 15.) televíziós személyiség, zongoraművész | Anyja: Faragó Erzsébet (Hódmezővásárhely, 1908. aug. 20.– Budapest, 1988. aug. 20.)                | Anyai nagyanyja: Daru Ilona (Hódmezővásárhely, 1868. okt. 26.– 1954 körül)                                | Anyai nagyanyai dédapja: Daru Mihály (?–1931 körül) tanító                                             |
| Antal Imre (Hódmezővásárhely, 1935. júl. 31.– Budapest, 2008. ápr. 15.) televíziós személyiség, zongoraművész | Anyja: Faragó Erzsébet (Hódmezővásárhely, 1908. aug. 20.– Budapest, 1988. aug. 20.)                | Anyai nagyanyja: Daru Ilona (Hódmezővásárhely, 1868. okt. 26.– 1954 körül)                                | Anyai nagyanyai dédanyja: Seres Juliánna                                                               |

### Emlékezete

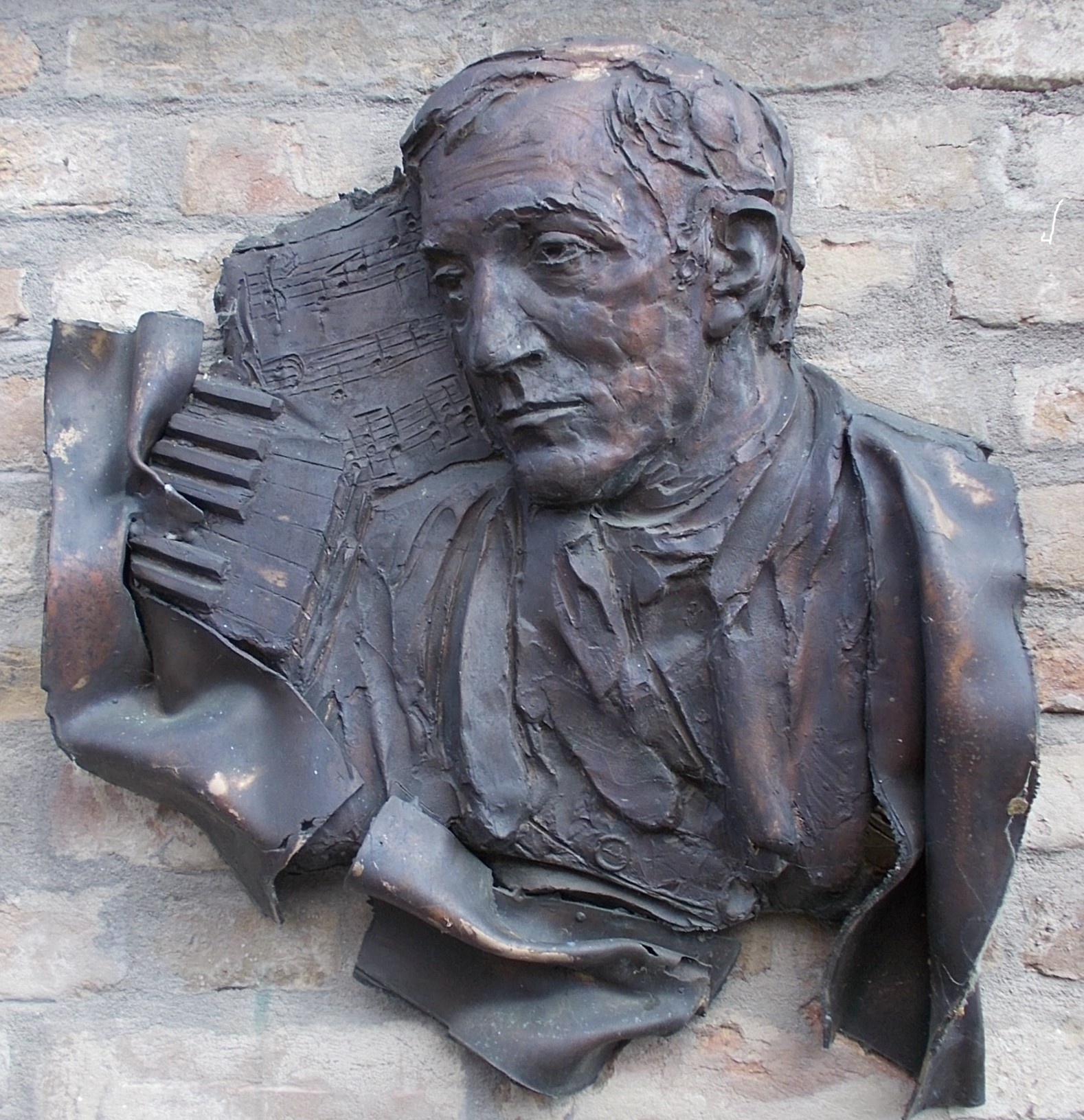
Bronz relief Hódmezővásárhelyen

2021 októberében egykori lakhelyének falán, valamint kedvelt vendéglője, a Piroska vendéglő mellett, a Damjanich utca 40. alatt elhelyeztek egy emléktáblát.